# San Nicolás, Copán
San Nicolás är en ort i Honduras.   Den ligger i departementet Departamento de Copán, i den västra delen av landet, 190 km nordväst om huvudstaden Tegucigalpa. San Nicolás ligger 724 meter över havet och antalet invånare är 2 231.
Terrängen runt San Nicolás är kuperad. Runt San Nicolás är det ganska tätbefolkat, med 104 invånare per kvadratkilometer. Närmaste större samhälle är La Entrada, 5,8 km norr om San Nicolás. Omgivningarna runt San Nicolás är en mosaik av jordbruksmark och naturlig växtlighet.